# レアンドロ・クーニャ
レアンドロ・クーニャ（Leandro Cunha、1980年10月13日- ）は、ブラジルのサンパウロ出身の柔道家。階級は66kg級。身長170cm。初段。

## 人物
柔道は6歳の時に始めた。2009年の世界選手権では、2回戦で内柴正人に巴投で敗れた。2010年の世界選手権では決勝まで進むも、森下純平に払腰で一本負けして2位となった。2011年の世界選手権でも前年に続いて決勝まで進むものの、海老沼匡に内股で一本負けして2年連続2位に終わった。2012年7月のロンドンオリンピックでは初戦で敗れた。

## 主な戦績
- 2003年 - チェコ国際 3位
- 2004年 - パンナム選手権 優勝
- 2006年 - パンナム選手権 2位
- 2007年 - フランス国際 2位
- 2007年 - ハンガリー国際 優勝
- 2007年 - パンナム選手権 2位
- 2007年 - プレオリンピック 個人戦 5位 団体戦 2位
- 2009年 - ワールドカップ・バーミンガム 2位
- 2010年 - パンナム選手権 3位
- 2010年 - ワールドカップ・サルヴァドール 3位
- 2010年 - 世界選手権 2位
- 2010年 - グランプリ・青島 3位
- 2011年 - ワールドマスターズ 5位
- 2011年 - パンナム選手権 優勝
- 2011年 - グランドスラム・モスクワ 5位
- 2011年 - グランドスラム・リオデジャネイロ 5位
- 2011年 - ワールドカップ・マイアミ 優勝
- 2011年 - ミリタリーワールドゲームズ 個人戦 3位 団体戦 優勝
- 2011年 - 世界選手権 2位
- 2011年 - パンアメリカン競技大会 優勝
- 2013年 - グランプリ・タシュケント 3位